# Nemoura illiesi
Nemoura illiesi är en bäcksländeart som beskrevs av Mendl 1968. Nemoura illiesi ingår i släktet Nemoura och familjen kryssbäcksländor. Inga underarter finns listade i Catalogue of Life.